# 1982年の音楽
1982年の音楽（1982ねんのおんがく）では、1982年（昭和57年）の世界と日本の音楽分野の動向についてまとめる。
1981年の音楽-1982年の音楽-1983年の音楽

## できごと
- 日本でザ・タイガースが沢田研二、岸部一徳、加橋かつみ、森本太郎、岸部シローの5名で、ザ・タイガース同窓会と銘打って本格的に再結成し、「色つきの女でいてくれよ」がヒットした[1]。
- 大橋純子のシルエット・ロマンスがヒットした。
- 1982年組アイドルとして、松本伊代、シブがき隊、小泉今日子 、中森明菜、堀ちえみ、早見優、石川秀美などが相次いでデビューした。
- 5月 - サイモン&ガーファンクル初来日。
- 7月21日 - 哀愁のカサブランカをリリースした郷ひろみがベストテン番組と賞レースへの出場を辞退する。
- 10月1日 - コンパクトディスク(CD)が初めて発売される。発売ソフト第一号は大瀧詠一『A LONG VACATION』。
- 12月1日 - マイケル・ジャクソンのアルバム『スリラー』発売。ギネス・ワールド・レコーズに売上枚数世界一のアルバムとして認定されるほどの大ヒット。
- 12月31日
  - 第24回日本レコード大賞 「北酒場」／細川たかし

最優秀歌唱賞　大橋純子／「シルエット・ロマンス」、最優秀新人賞　シブがき隊／「100%･･･Soかもね」
  - 第33回NHK紅白歌合戦

## 洋楽

### シングル
| - ABC – ザ・ルック・オブ・ラブ - アフリカ・バンバータ – Planet Rock - エイジア – Heat of the Moment - エイジア – Only Time will Tell - ジョージ・ベンソン – Turn Your Love Around - ブラッドストーン – We Go a Long Way Back - ローラ・ブラニガン – Gloria - リンジー・バッキンガム 「トラブル」 - シカゴ – 素直になれなくて - カーズ – Shake it Up - クラッシュ – Rock the Cashbah - ポール・デイヴィス 「クール・ナイト」「65ラブ・アフェア」 - ダズ・バンド「レット・イット・ホイップ」 - Dトレイン「ユアー・ザ・ワン・フォー・ミー」 - バーティー・ヒギンズ – 「キーラーゴ」「カサブランカ」 - スティーヴィー・ニックス 「エッジ・オブ・セブンティーン」 | - ドナルド・フェイゲン 「I.G.Y.」 - ホール&オーツ 「アイ・キャント・ゴー・フォー・ザット」 - イヴリン・キング 「ラブ・カム・ダウン」 - ウィリー・ネルソン 「オールウェイズ・オン・マイ・マインド」 - ギャップ・バンド 「アウトスタンディング」 - クォーター・フラッシュ – 「ハードゥン・マイ・ハート」 - クール&ザ・ギャング– Get down on it Take My Heart Steppin' Out - J・ガイルズ・バンド「堕ちた天使」 - スモーキー・ロビンソン「テル・ミー・トゥモロウ」 - サバイバー 「アイ・オブ・ザ・タイガー」 - トミー・ツートーン「867-5369 ジェニー」 - ブルース・スプリングスティーン – アトランティック・シティ - ポール・マッカートニー「テイク・イット・アウェイ」 - ポール・マッカートニー&スティーヴィー・ワンダー 「エボニー・アンド・アイボリー」 - マイケル・ジャクソン&ポール・マッカートニー「ガール・イズ・マイン」 - ラッシュ – Subdivisions - デニース・ウィリアムズ 「イッツ・ゴナ・テイク・ア・ミラクル」 |

### アルバム
| - ABC – The Lexicon of Love - アフリカ・バンバータ – Planet Rock - ローリー・アンダーソン – Big Science - エイジア – エイジア - Bad Religion – How Could Hell Be Any Worse? - バーケイズ – Propositions - バウハウス – The Sky’s Gone Out - ブロンディ – The Hunter - Kate Bush – The Dreaming - キャメオ – Aligator Woman - カーズ – Shake it Up | - クロスビー・スティルス&ナッシュ『デイライト・アゲイン』 - デペッシュ・モード 『ア・ブロークン・フレイム』 - ドナルド・フェイゲン 『ナイトフライ』 - マーヴィン・ゲイ 『ミッドナイト・ラヴ』 - ヴァン・モリソン 『ビューティフル・ヴィジョン』 - フリートウッド・マック 『ミラージュ』 - ウィリー・ネルソン 『オールウェイズ・オン・マイ・マインド』 - トム・ペティ 『ロング・アフター・ダーク』 - クイーン『ホット・スペース』 - ブルース・スプリングスティーン 『ネブラスカ』 - ポール・マッカートニー 『タッグ・オブ・ウォー』 - ルー・リード 『ブルー・マスク』 - デニース・ウィリアムズ 『ニーシー』 |

## 日本でのランキング

### シングル
年間TOP50
- 集計会社 オリコン

※1981年12月7日付 - 1982年11月29日付
- 1位 あみん：「待つわ」
- 2位 薬師丸ひろ子：「セーラー服と機関銃」
- 3位 岩崎宏美：「聖母たちのララバイ」
- 4位 中村雅俊：「心の色」
- 5位 細川たかし：「北酒場」
- 6位 中島みゆき：「悪女」
- 7位 近藤真彦：「ハイティーン・ブギ」
- 8位 サザンオールスターズ：「チャコの海岸物語」
- 9位 近藤真彦：「情熱☆熱風☽せれなーで」
- 10位 近藤真彦：「ふられてBANZAI」
- 11位 松田聖子：「渚のバルコニー」
- 12位 松田聖子：「赤いスイートピー」
- 13位 Sugar：「ウエディング・ベル」
- 14位 郷ひろみ：「哀愁のカサブランカ」
- 15位 松田聖子：「小麦色のマーメイド」
- 16位 Johnny：「ジェームス・ディーンのように」
- 17位 中島みゆき：「誘惑」
- 18位 大橋純子：「シルエット・ロマンス」
- 19位 ザ・タイガース：「色つきの女でいてくれよ」
- 20位 忌野清志郎+坂本龍一：「い・け・な・いルージュマジック」
- 21位 一風堂：「すみれ September Love」
- 22位 山下久美子：「赤道小町ドキッ」
- 23位 田原俊彦：「原宿キッス」
- 24位 来生たかお：「夢の途中」
- 25位 嶋大輔：「男の勲章」
- 26位 近藤真彦：「ホレたぜ!乾杯」
- 27位 田原俊彦：「君に薔薇薔薇…という感じ」
- 28位 田原俊彦：「NINJIN娘」
- 29位 アン・ルイス：「ラ・セゾン」
- 30位 山本譲二：「みちのくひとり旅」
- 31位 矢沢永吉：「YES MY LOVE (愛はいつも)」
- 32位 Johnny：「$百萬BABY」
- 33位 渡辺徹：「約束」
- 34位 中森明菜：「少女A」
- 35位 高樹澪：「ダンスはうまく踊れない」
- 36位 もんた&ブラザーズ：「デザイアー」
- 37位 近藤真彦：「ギンギラギンにさりげなく」
- 38位 アラジン：「完全無欠のロックンローラー」
- 39位 バーティ・ヒギンズ：「カサブランカ」
- 40位 サザンオールスターズ：「匂艶 THE NIGHT CLUB」
- 41位 松田聖子：「野ばらのエチュード」
- 42位 嶋大輔：「暗闇をぶっとばせ」
- 43位 シブがき隊：「100%…SOかもね!」
- 44位 田原俊彦：「誘惑スレスレ」
- 45位 柏原よしえ：「ハロー・グッバイ」
- 46位 沢田研二：「おまえにチェックイン」
- 47位 増田けい子：「すずめ」
- 48位 中島みゆき：「横恋慕」
- 49位 シブがき隊：「NAI・NAI 16」
- 50位 三原順子：「だってフォーリンラブ突然」

### アルバム
年間TOP50
※1981年12月7日付 - 1982年11月29日付（データはLP・CT合算での集計）
- 1位 中島みゆき：『寒水魚』
- 2位 山下達郎：『FOR YOU』
- 3位 サザンオールスターズ：『NUDE MAN』
- 4位 松山千春：『起承転結II』
- 5位 オフコース：『over』
- 6位 松田聖子：『Pineapple』
- 7位 中村雅俊：『メモリアル』
- 8位 オフコース：『I LOVE YOU』
- 9位 松任谷由実：『PEARL PIERCE』
- 10位 ナイアガラ・トライアングル：『NIAGARA TRIANGLE Vol.2』
- 11位 来生たかお：『夢の途中』
- 12位 矢沢永吉：『P.M.9』
- 13位 オフコース：『NEXT SOUND TRACK』
- 14位 サウンドトラック：『セーラー服と機関銃』
- 15位 サイモン&ガーファンクル：『セントラルパーク・コンサート』
- 16位 近藤真彦：『ギンギラギンにさりげなく』
- 17位 バーティ・ヒギンズ：『カサブランカ』
- 18位 松山千春：『大いなる愛よ夢よ』
- 19位 オリビア・ニュートン＝ジョン：『虹色の扉』
- 20位 松田聖子：『Seiko・index』
- 21位 山下達郎：『GREATEST HITS! OF TATSURO YAMASHITA』
- 22位 松任谷由実：『昨晩お会いしましょう』
- 23位 中森明菜：『プロローグ〈序幕〉』
- 24位 フリオ・イグレシアス：『イザベラの瞳』
- 25位 山下久美子：『抱きしめてオンリィ・ユー』
- 26位 大滝詠一：『A LONG VACATION』
- 27位 エア・サプライ：『ナウ・アンド・フォーエバー』
- 28位 Sugar：『シュガー・ドリーム』
- 29位 アース,ウインド&ファイアー：『天空の女神』
- 30位 近藤真彦：『BANZAI』
- 31位 中島みゆき：『マイ・ベスト20』
- 32位 TOTO：『聖なる剣』
- 33位 オフコース：『SELECTION 1978-81』
- 34位 八神純子：『夢みる頃を過ぎても』
- 35位 来生たかお：『ベスト・コレクション』
- 36位 一風堂：『Lunatic Menu』
- 37位 ポール・マッカートニー：『タッグ・オブ・ウォー』
- 38位 佐野元春：『SOMEDAY』
- 39位 中森明菜：『バリエーション〈変奏曲〉』
- 40位 サウンドトラック：『グッドラックLOVE』
- 41位 松田聖子：『全曲集』
- 42位 岩崎宏美：『夕暮れから…ひとり』
- 43位 田原俊彦：『ベスト』
- 44位 薬師丸ひろ子：『青春のメモワール』
- 45位 ザ・タイガース：『1982』
- 46位 イモ欽トリオ：『ポテトボーイズNo.1』
- 47位 小泉今日子：『マイ・ファンタジー』
- 48位 ビリー・ジョエル：『ナイロン・カーテン』
- 49位 中島みゆき：『A面コレクション』
- 50位 谷村新司・さだまさし：『スペシャル・ライヴ』

## イベント
| 開催日   | タイトル                              |
| -------- | ------------------------------------- |
| 8月22日  | Rock'n Roll Olympic 1982              |
| 12月31日 | NEW YEAR ROCK FESTIVAL 10th 1982-1983 |
| 12月31日 | 第33回NHK紅白歌合戦                   |

## 主な音楽賞

### 第24回日本レコード大賞
- 大賞
  - 北酒場／細川たかし
- 最優秀歌唱賞 
  - シルエット・ロマンス／大橋純子
- 最優秀新人賞
  - 100%…Soかもね／シブがき隊
- 金賞
  - 越前岬／川中美幸
  - 花梨／柏原芳恵
  - けんかをやめて／河合奈保子
  - 小麦色のマーメイド／松田聖子
  - 聖・少女／西城秀樹
  - 契り／五木ひろし
  - 夏をあきらめて／研ナオコ
  - 誘惑スレスレ／田原俊彦
  - 6番目のユ・ウ・ウ・ツ／沢田研二
- ゴールデン・アイドル賞
  - ホレたぜ！乾杯／近藤真彦
- 新人賞
  - ゆ・れ・て湘南／石川秀美
  - アンサーソングは哀愁／早見優
  - 待ちぼうけ／堀ちえみ
  - センチメンタル・ジャーニー／松本伊代

### 第13回日本歌謡大賞
- 大賞
  - 聖母たちのララバイ／岩崎宏美
- 放送音楽新人賞
  - 100%…Soかもね／シブがき隊
  - センチメンタル・ジャーニー／松本伊代
- 放送音楽賞
  - ホレたぜ！乾杯／近藤真彦
  - 誘惑スレスレ／田原俊彦
  - 野ばらのエチュード／松田聖子
  - 契り／五木ひろし
  - 6番目のユ・ウ・ウ・ツ／沢田研二

### その他
| 賞                                                    | 受賞作・受賞者 |
| ----------------------------------------------------- | --- |
| 第24回ポピュラーソングコンテストつま恋本選会          | - グランプリ - 本田美緒「哀ダンサー」 - 優秀曲賞 - 三日坊頭「私のいちばんきらいなタイプ」、アプリコット「唇でバーニングラブ」、佐藤弥生「ト・キ・メ・キSUNSET」、殿岡隆「縁の下の唄うたい」、岩切みきよし「春になれば」 - 入賞 - 野口加代子「晴れの日が恋しい」、ザ・シャーベッツ「愛しのキヨスクガール」、堤 比呂志「暮秋」、Woo「Made in U.S.A.」、小林千絵「いつも片想い」、小森田実「ドキドキ・トーキング」 - 川上賞 - 飛行船「あなたの空になりたい」、豊広純子「たわむれの恋のままに」                                                                    |
| 第23回ポピュラーソングコンテストつま恋本選会          | - グランプリ - あみん「待つわ」 - 優秀曲賞 - まりおん「Sea（うみ）」、明日香「花ぬすびと」、パパス&トマト「バイバイ大阪」、カルロス・トーレス&スィートドリームス「I'm singing the blues for you」 - 入賞 - プリティーパンパース「Again」、トワイライトゾーン「星空のティータイム」、彩「クロージングタイム」、スィング「未来へファンタスティック」、藤田久美子「まくらことば」、川口雅子「死化粧」、チャウチャウ「思い出はプロローグ」 - 川上賞 - スィング「未来へファンタスティック」、カルロス・トーレス&スィートドリームス「I'm singing the blues for you」 |
| 第20回ゴールデン・アロー賞                            | - 音楽賞 - 近藤真彦 - 新人賞（音楽） - シブがき隊、中森明菜、松本伊代 |
| 第15回下谷賞                                          | - 下谷賞 - 上岡洋一「北の海岸線」 |
| 第15回日本有線大賞                                    | - 大賞 - 細川たかし「北酒場」 |
| 第15回全日本有線放送大賞                              | - 上期 - サザンオールスターズ「チャコの海岸物語」 - 年間 - 細川たかし「北酒場」 |
| 第15回日本作詩大賞                                    | - 大賞 - 五木ひろし「契り」（作詞:阿久悠） |
| 第15回新宿音楽祭                                      | - 金賞 - シブがき隊、小泉今日子 - 銀賞 - 早見優、松本伊代、石川秀美、堀ちえみ、尾形大作 - 銅賞 - 三田寛子、つちやかおり、水野きみこ、水谷絵津子、渡辺めぐみほか - 敢闘賞 - 原田悠里、日野美歌 - 審査員特別奨励賞 - 中森明菜 |
| 第14回サントリー音楽賞                                | - 外山雄三 - 特別賞 - 原清 |
| 第13回世界歌謡祭                                      | - アン・ベルトゥチ「孤独の扉」、明日香「花ぬすびと」 |
| 第12回モービル音楽賞                                  | - 邦楽部門 - 今藤長十郎 - 洋楽部門（本賞） - 渡辺暁雄 |
| 第12回創作合唱曲公募                                  | - 入賞 - 加藤學「草に寝て…六月の或る日曜日に」 - 佳作 - 小林雅一「風に寄せて」 |
| 第11回FNS歌謡祭                                       | - グランプリ - 松田聖子「野ばらのエチュード」 - 最優秀歌唱賞 - 五木ひろし「契り」 - 最優秀新人賞 - シブがき隊「100%…SOかもね!」 - 最優秀ヒット賞 - 岩崎宏美「聖母たちのララバイ」 - 最優秀視聴者賞 - 細川たかし「北酒場」 - 特別賞 - 該当者なし |
| 第11回東京音楽祭                                      | - ジョン・オバニオン「君だけのバラード」 |
| 第10回銀座音楽祭                                      | - グランプリ - シブがき隊 |
| 第10回ウィンナーワルド・オペラ賞                      | - オペラ大賞 - 林康子 - オペラ賞 - 栗山昌良、木村宏子、ウイリアム・ウー、高橋啓三 - 新人賞 - 松井和彦 - 特別賞 - 該当なし |
| 第8回全日本歌謡音楽祭                                 | - ゴールデングランプリ - 五木ひろし「契り」 - 最優秀新人賞 - シブがき隊 |
| 第8回横浜音楽祭                                       | - 最優秀新人賞 - 中森明菜 |
| 第8回日本テレビ音楽祭                                 | - グランプリ - 岩崎宏美「聖母たちのララバイ」 |
| 第8回日本演歌大賞                                     | - 大賞 - 細川たかし「北酒場」 |
| 第8回ABC歌謡新人グランプリ                            | - シブがき隊 |
| 第7回南里文雄賞                                       | - 原信夫 |
| 第7回ライオンリスナーズグランプリ・FM東京最優秀新人賞 | - 中森明菜 |
| 第6回長崎歌謡祭                                       | - グランプリ - 天野真木子 |
| 第3回入野賞                                           | - 細川俊夫『"Negation"for Orchestra』 |
| 第3回古賀政男記念音楽大賞                             | - 森昌子「立待岬」 |
| 第2回日本作曲大賞                                     | - 細川たかし「北酒場」（作曲:中村泰士） |
| 第1回メガロポリス歌謡祭                               | - 演歌大賞 - 五木ひろし - ポップスグランプリポップス大賞 - 近藤真彦 - 最優秀新人ダイヤモンド賞・最優秀新人賞 - シブがき隊、石川秀美 |
| 第1回JASRAC賞                                         | - 国内使用 - 竜鉄也「奥飛騨慕情」 - 外国使用 - 坂本九「上を向いて歩こう」 |
| 第1回中島健蔵音楽賞                                   | - サウンド・スペース・アーク - アンサンブル・ヴァン・ドリアン |

## デビュー
- 1月20日 - 紅麗威甦／ぶりっこROCK'N ROLL／ヨ・ロ・シ・ク壱
- 1月21日 - 秋本奈緒美／ROLLING 80'S
- 1月21日 - 稲垣潤一／雨のリグレット
- 1月21日 - 白石まるみ／オリオン座のむこう
- 1月25日 - 山田由紀子／ルージュの気持ち
- 2月10日 - 嶋大輔／Sexy気分の夜だから
- 2月21日 - シャワー／Do up・愛・ing（ラヴィング）
- 2月21日 - 川島恵／ミスター不思議
- 2月25日 - 安全地帯／萠黄色のスナップ
- 2月25日 - 佐々木好／ドライヴ／心のうちがわかればいいのに
- 2月25日 - 松居直美／電話のむこうに故郷が
- 3月19日 - 北原佐和子／マイ・ボーイフレンド
- 3月21日 - 新井薫子／虹いろの瞳
- 3月21日 - 小泉今日子／私の16才
- 3月21日 - BOØWY／MORAL
- 3月21日 - 堀ちえみ／潮風の少女/メルシ・ボク
- 3月21日 - 三田寛子／駈けてきた処女
- 3月21日[要出典] - 三好鉄生／アイ・ラヴ・ユーこの街
- 3月25日 - 柳ジョージ／星空の南十字星（サザンクロス）
- 4月1日 - 渡辺めぐみ／ときめきTouch Me
- 4月4日 - 四禮正明／身も心もスキャンダラス
- 4月21日 - 石川秀美／妖精時代
- 4月21日 - 伊藤かずえ／哀愁プロフィール
- 4月21日 - 川田あつ子／秘密のオルゴール
- 4月21日 - 新田純一／Hop・Step・愛(LOVE)
- 4月21日 - 早見優／急いで!初恋
- 4月21日 - 村田和人／電話しても
- 4月21日 - 渡辺徹／彼〈ライバル〉
- 4月21日 - 中原めいこ／今夜だけDANCE・DANCE・DANCE
- 4月25日 - 日野美歌／私のあなた
- 5月1日 - 中森明菜／スローモーション
- 5月1日 - 真鍋ちえみ／ねらわれた少女
- 5月5日 - シブがき隊／NAI・NAI 16
- 5月21日 - 伊藤さやか／天使と悪魔
- 5月21日 - 立花ハジメ／H
- 5月21日 - ナニワエキスプレス／NO FUSE
- 5月21日 - 水谷絵津子／キラリ・涙
- 5月21日 - 水野きみこ／私のモナミ
- 5月25日 - 本田恭章／0909させて
- 6月1日 - 三井比佐子／月曜日はシックシック
- 6月5日 - 朝倉紀行&GANG／ライオンは起きている
- 6月5日 - 原田悠里／俺に咲いた花
- 6月5日 - 水原明子／セーリング・フライ
- 6月21日 - つちやかおり／恋と涙の17才
- 6月21日 - 新田一郎／一番 クールが熱い
- 6月25日 - ガンジー／スローダンサー
- 7月1日 - ザ・スターリン／ロマンチスト／STOP JAP
- 7月5日 - 原田知世／悲しいくらいほんとの話
- 7月7日 - スターボー／ハートブレイク太陽族
- 7月7日 - 星ひろみ（現・伍代夏子）／恋の家なき子
- 7月21日 - あみん／待つわ
- 7月21日 - 坂上とし恵／き・い・てMY LOVE
- 7月21日 - 百瀬まなみ／少女時代
- 8月5日 - よせなべトリオ／大きな恋の物語
- 8月21日 - 田々夢詩／夕暮れ
- 8月21日 - ヒロシ&キーボー／3年目の浮気
- 8月21日 - 相曽晴日／舞
- 8月21日 - MIO／HEY YOU
- 8月25日 - 白鳥英美子／愛は夢のように
- 8月25日 - ZELDA／ミラージュ・ラヴァー／ZELDA
- 8月25日 - 鳥羽一郎／兄弟船
- 9月 - 門脇陸男／祝い船
- 9月1日 - チョー・ヨンピル／ミオ・ミオ・ミオ（b/w 釜山港へ帰れ）…日本デビュー
- 9月5日 - まりおん／うみ
- 9月21日 - 斉藤慶子／もの想いシーズン
- 9月21日 - ジャネット・ジャクソン／『Janet Jackson』
- 9月21日 - 麗灑／薫婬蝿いち
- 9月25日 - 宇佐元恭一／人生晴れたり曇ったり
- 10月5日 - 原辰徳／どこまでも愛／サムシング
- 10月21日 - 鮎川いずみ／冬の花
- 10月21日 - 稲葉喜美子／願ひごと～公園於／愛しき人へ
- 10月21日 - 琴風豪規／まわり道
- 10月21日 - 陣内孝則／陣内の自動車ショー歌…ソロデビュー
- 10月21日 - 世良公則／TOKYO指紅／MASANORI SERA
- 10月21日 - 前川清／雪列車…ソロデビュー
- 10月25日 - ワンダーシティ・オーケストラ／INFORMATION
- 11月 - 加茂晴美／ときめきトゥナイト
- 11月1日 - 安部恭弘／We Got It!
- 11月5日 - ミッキー岡野／やめてクレ…ROCK'N'ROLL!!
- 11月15日 - 明日香／花ぬすびと
- 11月17日 - M-BAND／ハートブレイク
- 11月21日 - 梅沢富美男／夢芝居
- 11月21日 - 佐東由梨／どうして?!
- 11月21日 - 本田美緒／哀ダンサー
- 11月25日 - 石原真理子（現・石原真理）／北岬 -north cape-
- 12月5日 - ソフトクリーム／熱帯魚のタキシード
- 12月21日 - 嘉門達夫／寿限無No.1!
- 12月21日 - 平野文／ラムのバラード
- 12月21日 - わらべ／めだかの兄妹
- 12月24日 - ルー・フィン・チャウ／スター誕生
- 月日不明 - エヴリシング・バット・ザ・ガール／『A Distant Shore』
- 月日不明 - 小林克也ザ・ナンバーワン・バンド／もも
- 月日不明 - 東京JAP／ギブミー・チョコレート／発

## 解散・活動休止
- 3月 - ANKH
- 6月13日 - とんぼちゃん
- 6月28日 - ザ・ロッカーズ（1990年再結成）
- 12月 - ABBA
- 12月19日 - 海援隊（1994年再結成）

### 年内
- 秋吉敏子＝ルー・タバキンビッグバンド
- アダム&ジ・アンツ
- アンブロージア
- オンリー・ワンズ（2007年再結成）
- ギラン
- 外道（1991年活動再開）
- コスミック・インベンション
- ジェームス・チャンス・アンド・ザ・コントーションズ
- ジャパン
- ザ・ジャム
- シュレルズ
- ずうとるび（2020年再結成）
- 誰がカバやねんロックンロールショー（1990年再結成）
- ディス・ヒート
- ドゥービー・ブラザーズ（1987年再結成）
- トラピーズ（1991年再結成）
- バスター（1986年再結成）
- バッド・カンパニー
- パル
- ヴァレンシュタイン
- ビッグ・マンモス
- ブロンディ（1997年再結成）

## 再結成
- ヴァニラ・ファッジ（ - 1984年）
- リターン・トゥ・フォーエヴァー（ - 1983年）

## 誕生
- 1月7日 - エンナ（沖縄県、トランペッター、All Japan Goith）
- 1月8日 - 高岡亜衣（神奈川県、シンガーソングライター）
- 1月11日 - SCHON（東京都、ギタリスト・シンガーソグライター、元MR.ORANGE/CRAVE/元Naifu）
- 1月13日 - マリア（、歌手）
- 1月24日 - 笛田さおり（神奈川県、歌手、さめざめ）
- 1月25日 - 櫻井翔（東京都、歌手・俳優、嵐）
- 1月25日 - TAKANO（沖縄県、歌手、JaaBourBonz）
- 1月26日 - 小柳ゆき（埼玉県、歌手）
- 1月26日 - 村上信五（大阪府、歌手・俳優、SUPER EIGHT）
- 1月27日 - 熊木杏里（長野県、歌手）
- 1月29日 - AKASHI（沖縄県、歌手、bless4）
- 1月30日 - MC不知火（兵庫県、歌手、supreme sound recreation）
- 2月5日 - 小林ゆう（東京都、声優・歌手、絶望少女達、Friends、Crush Tears、EMERGENCY）
- 2月6日 - ロベルト吉野（神奈川県、DJ、サイプレス上野とロベルト吉野）
- 2月9日 - 鈴木亜美（神奈川県、歌手）
- 2月9日 - 鈴木ゆき（北海道、歌手、元YeLLOW Generation）
- 2月9日 - 鋲（東京都、歌手、SCREW）
- 2月10日 - 細谷佳正（広島県、声優・歌手、Max Boys）
- 2月11日 - 多保孝一（愛媛県、歌手、Superfly）
- 2月13日 - 奥田美和子（鳥取県、歌手）
- 2月15日 - ハセガワダイスケ（神奈川県、歌手）
- 2月19日 - R・O・N（東京都、作曲家・ギタリスト、STEREO DIVE FOUNDATION/ROSARYHILL/(K)NoW NAME/元OLDCODEX）
- 2月22日 - 狩野英孝（宮城県、お笑いタレント、50TA）
- 2月22日 - 松尾雄一（千葉市、歌手、SWANKY DANK）
- 2月24日 - ユッカ（奈良県、キーボーディスト、モーモールルギャバン）
- 3月1日 - KAI（神奈川県、歌手）
- 3月6日 - 志磨遼平（和歌山県、歌手、ドレスコーズ/元毛皮のマリーズ）
- 3月14日 - 森澤祐介（静岡県、ダンサー、WORLD ORDER）
- 3月15日 - NakamuraEmi（神奈川県、歌手）
- 3月21日 - 92（沖縄県、歌手、GReeeeN）
- 3月27日 - TATSUYA（東京都、歌手、BLue-B）
- 3月29日 - 滝沢秀明（東京都、歌手・俳優、元タッキー&翼）
- 4月6日 - 吉田安英（沖縄県、歌手、D-51）
- 4月24日 - 津久井箇人/そそそP/Kaz-Hit（東京都、作曲家・ボカロP）
- 5月3日 - 野畑慎（北海道、歌手、元Rootless）
- 5月6日 - MAY（、歌手）
- 5月7日 - 河井純一（埼玉県、ベーシスト・音楽プロデューサー、MAY'S）
- 5月16日 - 埼玉最終兵器（埼玉県、作曲家・アレンジャー）
- 5月20日 - Eli Taylor（ アメリカ合衆国、歌手、FOUR MINUTES TIL MIDNIGHT）
- 5月23日 - マレン・モーテンセン（、歌手）
- 5月24日 - 五郎川陸快（福井県、歌手、元PhilHarmoUniQue）
- 5月25日 - 小林光一（茨城県、歌手、超飛行少年）
- 5月31日 - 片桐舞子（群馬県、歌手、MAY'S）
- 6月1日 - ichigo（福岡県、歌手、岸田教団&THE明星ロケッツ）
- 6月2日 - 伸治（島根県、歌手、遊吟）
- 6月14日 - ラン・ラン（、ピアニスト）
- 6月15日 - ユウマン（沖縄県、歌手、アフロマニア）
- 6月16日 - ヨースケ@HOME（神奈川県、歌手、ヘクとパスカル、*2019年）
- 6月19日 - 佐咲紗花（秋田県、歌手）
- 6月19日 - 石田美穂子（神奈川県、元女子サッカー選手・歌手）
- 6月22日 - 川上洋平（神奈川県、歌手、［Alexandros］）
- 6月24日 - 岸田（福岡県、ベーシスト・ギタリスト、岸田教団&THE明星ロケッツ）
- 6月27日 - Hozzy（神奈川県、歌手、藍坊主）
- 6月27日 - 日野真一郎（福岡県、歌手、Le Velvets）
- 6月30日 - ジャ・ジャ（、歌手）
- 7月9日 - つるうちはな（東京都、歌手）
- 7月9日 - 皆川真里奈（神奈川県、ヴァイオリニスト）
- 7月9日 - ユラリ（歌手、Bahashishi）
- 7月11日 - 稲村優奈（鹿児島県、声優・元歌手、sorachoco）
- 7月24日 - 兒玉怜（東京都、歌手、元kannivalism/baroque）
- 8月12日 - 松永天馬（東京都、歌手・作家・詩人・俳優・映画監督、アーバンギャルド）
- 8月14日 - 德丸英器（鹿児島県、歌手、SKUNK SHOT BOOSTER）
- 8月15日 - 貘-baku-（栃木県、歌手、花少年バディーズ）
- 8月21日 - 廣石友海（ メキシコ、歌手、THE RiCECOOKERS）
- 8月22日 - 後藤麻衣（北海道、声優・歌手、N's）
- 8月24日 - タケヒト（東京都、ギタリスト、彩冷える/元AYABIE）
- 8月26日 - ELY（沖縄県、歌手、BREMEN）
- 8月27日 - 山下穂尊（神奈川県、歌手、いきものがかり）
- 8月28日 - リアン・ライムス（、カントリー歌手）
- 8月30日 - 米澤円（大阪府、声優・歌手）
- 9月3日 - 名取香り（東京都、歌手、Spontania）
- 9月5日 - ソンドレ・ラルケ（、シンガーソングライター）
- 9月6日 - KEEN（、歌手、C&K/ハジメノヨンポ）
- 9月7日 - SA.RI.NA（神奈川県、歌手）
- 9月8日 - さわやか五郎（神奈川県、芸人、上々軍団）
- 9月9日 - 大塚愛（大阪府、シンガーソングライター）
- 9月11日 - ユハラユキ（ オーストラリア、歌手）
- 9月24日 - 池窪浩一（大阪府、ギタリスト・編曲家、Bahashishi）
- 9月27日 - リル・ウェイン（、ラッパー）
- 9月27日 - 中田敦彦（大阪府、芸人、RADIO FISH）
- 10月5日 - ゲンゲン（沖縄県、歌手、アフロマニア）
- 10月6日 - ko-dai（愛知県、歌手、Sonar Pocket）
- 10月7日 - ユンディ・リ（、ピアニスト）
- 10月10日 - 佐潟武（鹿児島県、歌手、HAYABUSA）
- 10月13日 - 夏瀬ひとみ（千葉県、歌手、Luxis）
- 10月27日 - 塚本高史（東京都、俳優・元歌手）
- 10月28日 - 倉木麻衣（千葉県、歌手）
- 10月28日 - 福井裕佳梨（神奈川県、声優・元歌手）
- 10月28日 - Ms.OOJA（三重県、歌手）
- 11月2日 - 深田恭子（東京都、女優・元歌手）
- 11月3日 - eyeron（愛知県、歌手、Sonar Pocket）
- 11月5日 - 酒井景都（東京都、デザイナー・モデル・歌手、COLTEMONIKHA）
- 11月5日 - 寺井孝太（滋賀県、歌手、LOVE LOVE LOVE）
- 11月5日 - 中川晃教（宮城県、歌手）
- 11月6日 - Sowelu（東京都、歌手）
- 11月10日 - 浦田直也（東京都、歌手、元AAA）
- 11月13日 - 清塚信也（東京都、ピアニスト・俳優）
- 11月13日 - 倖田來未（京都府、歌手）
- 11月14日 - 谷川正憲（京都府、歌手、UNCHAIN）
- 11月15日 - 中嶋康孝（愛媛県、歌手、元スピカ）
- 11月22日 - 清貴（宮城県、歌手）
- 11月22日 - 東出真緒（ヴァイオリニスト、BIGMAMA）
- 11月26日 - キング山田（歌手、MEN☆SOUL）
- 11月26日 - TEE（広島県、歌手）
- 12月1日 - 中村祐介（福井県、歌手、Blu-Swing）
- 12月2日 - 福島和可菜（北海道、タレント・女優・歌手）
- 12月6日 - 内澤崇仁（青森県、歌手、androp）
- 12月6日 - 盛田真吾（埼玉県、歌手、MORISHIN）
- 12月7日 - YOSHIAKI（福岡県、ドラマー、175R）
- 12月9日 - 内海あい（愛知県、歌手、ナナ・イロ）
- 12月9日 - KENZO（東京都、歌手・ドラマー、元彩冷える/元AYABIE/カラス/Berrygera&Co./GREMLINS/BVCCI HAYNES）
- 12月10日 - 西島梢（富山県、歌手、ナナムジカ）
- 12月10日 - 葉月（愛知県、歌手、lynch.）
- 12月13日 - アンソニー・カリア（、歌手）
- 12月14日 - 吉田一郎（長野県、ベーシスト、元ZAZEN BOYS/吉田一郎不可触世界）
- 12月17日 - NAO（大阪府、歌手）
- 12月17日 - 水野良樹（神奈川県、ギタリスト、いきものがかり/HIROBA）
- 12月20日 - Deppa（東京都、歌手、シクラメン）
- 12月23日 - 北嶋徹（東京都、歌手、凛として時雨）
- 12月24日 - 相葉雅紀（東京都、歌手・俳優、嵐）
- 12月24日 - 中根大輔（静岡県、歌手、元蝉時雨）

## 死去
- 1月19日 - エリス・レジーナ（、歌手、*1945年）
- 1月30日 - ライトニン・ホプキンス（、ブルース歌手・ギタリスト、*1912年）
- 2月13日 - 江利チエミ（東京都、歌手、*1937年）
- 2月17日 - セロニアス・モンク（、ジャズ・ピアニスト、*1917年）
- 3月19日 - ランディ・ローズ（、ヘヴィメタル・ギタリスト、*1956年）
- 3月29日 - カール・オルフ（、作曲家、*1895年）
- 4月18日 - 大栗裕（大阪府、作曲家、*1918年）
- 5月1日 - ウィリアム・プリムローズ（、ヴィオラ奏者、*1904年）
- 6月15日 - アート・ペッパー（、ジャズ・サクソフォーン奏者、*1925年）
- 10月4日 - グレン・グールド（、ピアニスト、*1932年）
- 10月16日 - ヤコヴ・ゴトヴァツ（、作曲家、*1895年）
- 10月16日 - マリオ・デル＝モナコ（、テノール歌手、*1915年）
- 10月29日 - ウィリアム・ロイド・ウェバー（、作曲家・オルガニスト、*1914年）
- 12月20日 - アルトゥール・ルービンシュタイン（、ピアニスト、*1887年）